# Reichsratswahl 1901

Reichsteile und Kronländer der Österreichisch-Ungarischen Monarchie:
Cisleithanien
Transleithanien
Bosnien und Herzegowina (Seit 1878 verwaltet, 1908 annektiert)

Die Reichsratswahl 1900/1901 wurde vom 12. Dezember 1900 bis zum 18. Jänner 1901 in Cisleithanien abgehalten. Es war die letzte Wahl im Cisleithanien, bei der das Kurienwahlrecht von 1873 galt.

## Wahlsystem
Seit 1873 galt in Cisleithanien das Kurienwahlrecht. Die Wähler wurden nach ihrem Stand und Vermögen in vier Kurien eingeordnet. Die Kurien waren Großgrundbesitzer, Handels- und Gewerbekammern, Groß- und Mittelbauern und alle anderen in Städten lebenden männlichen Bürger, die jährlich mindestens 10 Gulden (ab 1882 fünf Gulden) direkte Steuern entrichteten. Dies entsprach insgesamt 6 % der erwachsenen Bevölkerung. In der Kurie der Großgrundbesitzer waren auch Frauen solchen Besitzes vertreten.

## Wahlergebnis
Insgesamt wurden 425 Abgeordnete gewählt. Die stärksten Fraktionen nach den Wahlen waren der Polenklub, die Jungtschechen und die Deutsche Volkspartei. Sie stellten zusammen 164 Sitze.
Die Wahlen hatte keine Auswirkungen auf die Regierungsebene, weil die Regierung von Ernest von Koerber noch bis 1904 im Amt war.
| Verein  | Polenklub | Jungtschechen | Deutsche Volkspartei | Progressive Partei | Verfassungstreuer Großgrundbesitz | deutsche Klerikale | Christlichsoziale Partei |
| Mandate | 63        | 53            | 48                   | 31                 | 30                                | 29                 | 25                       |